# Valenz (Immunologie)
Valenz (synonym: Wertigkeit) bezeichnet in der Immunologie die Anzahl an Antigen-Bindungsstellen auf einem Antikörper oder die Anzahl gleicher Epitope auf einem Antigen.

## Eigenschaften
Die unterschiedlichen Klassen der Antikörper weisen unterschiedlich viele Bindungsstellen auf. Während die meisten Antikörpersubtypen wie IgG zwei Bindungsstellen aufweisen, besitzen IgA vier Bindungsstellen und IgM zehn Bindungsstellen. Die Valenz eines Antikörpers wird durch die konstante Region bestimmt. Die Valenz lässt sich experimentell durch variierende Verhältnisse von Antigen und Antikörper bestimmen. Nach Zentrifugation der Antigen-Antikörper-Immunkomplexe werden die Niederschläge gravimetrisch bestimmt.
Das Produkt aus der Valenz und der Affinität wird als Avidität eines Antikörpers bezeichnet. Die Affinität eines wirksamen Antikörpers liegt meist zwischen 10−7 und  10−9 M.